# Liste des monuments classés du gouvernorat de Tunis
Cette liste des monuments classés du gouvernorat de Tunis est une liste des monuments historiques et archéologiques protégés et classés du gouvernorat de Tunis établie par l'Institut national du patrimoine de Tunisie.

## Liste
| Identifiant monument | Site             | Monument | Adresse                                                                      | Date de classement               | Décret                           | Coordonnées                       | Illustration |                       |
| -------------------- | ---------------- | --- | ---------------------------------------------------------------------------- | -------------------------------- | -------------------------------- | --------------------------------- | --- | --------------------- |
| 11-1                 | Jebel el-Khaoui  | Caveaux funéraires du djebel Khaoui |                                                                              | 12 mai 1901                      | 12 mai 1901                      | à géolocaliser                    | Caveaux funéraires du djebel Khaoui | Télécharger une image |
| 11-2                 | Tunis            | Fort de la Rabta |                                                                              | 16 novembre 1928                 | 16 novembre 1928                 | à géolocaliser                    | Image manquante Téléverser | Télécharger une image |
| 11-3                 | Tunis            | Borj Flifel | Rue de la Rabta                                                              | 31 août 1999                     | 31 août 1999                     | 36° 48′ 00″ nord, 10° 09′ 27″ est | Borj Flifel | Télécharger une image |
| 11-4                 | La Marsa         | Partie historique dit « Kasr Essaâda » à La Marsa avec une zone de servitude étendue jusqu’à la clôture du palais conformément à l’article 45 du code du patrimoine     |                                                                              | 29 juillet 2002                  | 29 juillet 2002                  | 36° 52′ 50″ nord, 10° 19′ 46″ est | Partie historique dit « Kasr Essaâda » à La Marsa avec une zone de servitude étendue jusqu’à la clôture du palais conformément à l’article 45 du code du patrimoine     | Télécharger une image |
| 11-5                 | Caserne Forgemol | Salle d'honneur du 4e Chasseurs d'Afrique |                                                                              | 16 novembre 1928                 | 16 novembre 1928                 | 36° 49′ 01″ nord, 10° 09′ 15″ est | Image manquante Téléverser | Télécharger une image |
| 11-6                 | Le Belvédère     | Midha du Belvédère |                                                                              | 13 mars 1912                     | 13 mars 1912                     | 36° 49′ 05″ nord, 10° 10′ 26″ est | Midha du Belvédère | Télécharger une image |
| 11-7                 | Le Belvédère     | Pavillon mauresque à cinq coupoles |                                                                              | 19 mars 1894                     | 19 mars 1894                     | 36° 49′ 15″ nord, 10° 10′ 15″ est | Pavillon mauresque à cinq coupoles | Télécharger une image |
| 11-8                 | La Goulette      | Ancien bagne dit Karaka |                                                                              | 25 janvier 1922                  | 25 janvier 1922                  | 36° 48′ 52″ nord, 10° 18′ 13″ est | Ancien bagne dit Karaka | Télécharger une image |
| 11-9                 | La Goulette      | Façade de l'ancien arsenal beylical |                                                                              | 25 janvier 1922                  | 25 janvier 1922                  | 36° 48′ 53″ nord, 10° 18′ 04″ est | Façade de l'ancien arsenal beylical | Télécharger une image |
| 11-10                | Sidi Bou Saïd    | Dar Mohsen (municipalité de Sidi Bou Saïd) | Rue Habib-Thameur                                                            | 1er septembre 2000               | 1er septembre 2000               | 36° 52′ 15″ nord, 10° 20′ 42″ est | Dar Mohsen (municipalité de Sidi Bou Saïd) | Télécharger une image |
| 11-11                | Sidi Bou Saïd    | Sebil Bach Hamba |                                                                              | 29 juillet 2002                  | 29 juillet 2002                  | 36° 52′ 11″ nord, 10° 20′ 39″ est | Sebil Bach Hamba | Télécharger une image |
| 11-12                | Sidi Daoud       | Aqueducs antiques destinés à amener à Carthage les sources de la région de Djouggar, de Zaghouan et tous les travaux hydrauliques en dépendant                          |                                                                              | 16 novembre 1928                 | 16 novembre 1928                 | à géolocaliser                    | Image manquante Téléverser | Télécharger une image |
| 11-13                | Carthage         | Puits puniques et vestiges du Métroon situés à Carthage à l'est de la chapelle de Saint-Louis (Propriété Albert et Victor Bessis)                                       |                                                                              | 30 novembre 1928                 | 30 novembre 1928                 | à géolocaliser                    | Image manquante Téléverser | Télécharger une image |
| 11-14                | Carthage         | Petits bains romains situés au Sud de la colline Saint-Louis entre Ard-bou-Raoui et El Ksour, le long de la piste qui relie la gare de Dermech à la gare de Douar Chott |                                                                              | 16 novembre 1928                 | 16 novembre 1928                 | à géolocaliser                    | Petits bains romains situés au Sud de la colline Saint-Louis entre Ard-bou-Raoui et El Ksour, le long de la piste qui relie la gare de Dermech à la gare de Douar Chott | Télécharger une image |
| 11-15                | Carthage         | Basilica Majorum au lieu-dit M'çidfa |                                                                              | 13 mars 1912                     | 13 mars 1912                     | 36° 52′ 03″ nord, 10° 20′ 02″ est | Basilica Majorum au lieu-dit M'çidfa | Télécharger une image |
| 11-16                | Carthage         | Construction souterraine à deux étages considérée comme la prison de Sainte-Perpétue, sur le plateau de Bordj-Djedid                                                    |                                                                              | 16 novembre 1928                 | 16 novembre 1928                 | à géolocaliser                    | Construction souterraine à deux étages considérée comme la prison de Sainte-Perpétue, sur le plateau de Bordj-Djedid                                                    | Télécharger une image |
| 11-17                | Carthage         | Tombeaux puniques (ruines du plateau Saint-Louis) |                                                                              | 8 mai 1895                       | 8 mai 1895                       | à géolocaliser                    | Tombeaux puniques (ruines du plateau Saint-Louis) | Télécharger une image |
| 11-18                | Carthage         | Tombeaux puniques construits de Dermech (fouilles de 1899) |                                                                              | 6 janvier 1901                   | 6 janvier 1901                   | à géolocaliser                    | Tombeaux puniques construits de Dermech (fouilles de 1899) | Télécharger une image |
| 11-19                | Carthage         | Soubassements du temple en grand appareil (ruines du plateau Saint-Louis)                                                                                               |                                                                              | 8 mai 1895                       | 8 mai 1895                       | à géolocaliser                    | Image manquante Téléverser | Télécharger une image |
| 11-20                | Carthage         | Tombeaux arabes découverts par le Père Delattre (ruines du plateau Saint-Louis)                                                                                         |                                                                              | 8 mai 1895                       | 8 mai 1895                       | à géolocaliser                    | Tombeaux arabes découverts par le Père Delattre (ruines du plateau Saint-Louis)                                                                                         | Télécharger une image |
| 11-21                | Carthage         | Église romaine voisine du couvent de Sainte-Monique |                                                                              | 3 mai 1920                       | 3 mai 1920                       | à géolocaliser                    | Image manquante Téléverser | Télécharger une image |
| 11-23                | Carthage         | Basilique byzantine de Dermech (fouilles de 1899) |                                                                              | 6 janvier 1901                   | 6 janvier 1901                   | à géolocaliser                    | Basilique byzantine de Dermech (fouilles de 1899) | Télécharger une image |
| 11-24                | Carthage         | Maisons romaines et tombeaux puniques situés au Nord-Ouest des thermes d'Antonin                                                                                        |                                                                              | 16 novembre 1928                 | 16 novembre 1928                 | à géolocaliser                    | Maisons romaines et tombeaux puniques situés au Nord-Ouest des thermes d'Antonin                                                                                        | Télécharger une image |
| 11-25                | Carthage         | Maisons et rues romaines de Ard-el-Mourali |                                                                              | 1er mars 1905                    | 1er mars 1905                    | 36° 51′ 27″ nord, 10° 19′ 54″ est | Maisons et rues romaines de Ard-el-Mourali | Télécharger une image |
| 11-26                | Carthage         | Amphithéâtre romain |                                                                              | 1er mars 1905                    | 1er mars 1905                    | 36° 51′ 22″ nord, 10° 18′ 54″ est | Amphithéâtre romain | Télécharger une image |
| 11-27                | Carthage         | Édifice à colonnes situé au nord de la villa de Sion |                                                                              | 25 janvier 1922                  | 25 janvier 1922                  | 36° 51′ 24″ nord, 10° 19′ 31″ est | Édifice à colonnes situé au nord de la villa de Sion | Télécharger une image |
| 11-28                | Carthage         | Nécropole punique de Bordj-Djedid et tombeaux récemment découverts |                                                                              | 8 mai 1895                       | 8 mai 1895                       | à géolocaliser                    | Nécropole punique de Bordj-Djedid et tombeaux récemment découverts | Télécharger une image |
| 11-30                | Carthage         | Maison byzantine (ruines du plateau Saint-Louis) |                                                                              | 8 mai 1895                       | 8 mai 1895                       | à géolocaliser                    | Image manquante Téléverser | Télécharger une image |
| 11-31                | Carthage         | Maison cryptoportique |                                                                              | 1er mars 1905                    | 1er mars 1905                    | à géolocaliser                    | Maison cryptoportique | Télécharger une image |
| 11-32                | Carthage         | Ports militaires avec l'île dite de l'Amirauté |                                                                              | 12 mai 1901                      | 12 mai 1901                      | 36° 50′ 38″ nord, 10° 19′ 31″ est | Ports militaires avec l'île dite de l'Amirauté | Télécharger une image |
| 11-33                | Carthage         | Fortifications antiques situées entre les citernes et le fort de Bordj-Djedid                                                                                           |                                                                              | 13 mars 1912                     | 13 mars 1912                     | à géolocaliser                    | Image manquante Téléverser | Télécharger une image |
| 11-34                | Carthage         | Restes des remparts (ruines du plateau Saint-Louis) |                                                                              | 8 mai 1895                       | 8 mai 1895                       | à géolocaliser                    | Image manquante Téléverser | Télécharger une image |
| 11-35                | Carthage         | Ruines du couvent de Saint-Étienne |                                                                              | 1er mars 1905                    | 1er mars 1905                    | à géolocaliser                    | Image manquante Téléverser | Télécharger une image |
| 11-36                | Carthage         | Ruines du plateau de l'Odéon (fouilles de 1900) |                                                                              | 12 mai 1901                      | 12 mai 1901                      | à géolocaliser                    | Ruines du plateau de l'Odéon (fouilles de 1900) | Télécharger une image |
| 11-37                | Carthage         | Ruines du plateau Saint-Louis |                                                                              | 8 mai 1895                       | 8 mai 1895                       | à géolocaliser                    | Image manquante Téléverser | Télécharger une image |
| 11-38                | Carthage         | Mosquée Douar Echott | 13, avenue Hédi-Chaker                                                       | 29 juillet 2002                  | 29 juillet 2002                  | 36° 50′ 47″ nord, 10° 19′ 07″ est | Mosquée Douar Echott | Télécharger une image |
| 11-40                | Carthage         | Thermes d'Antonin, à Dermech |                                                                              | 12 mai 1901                      | 12 mai 1901                      | 36° 51′ 16″ nord, 10° 20′ 06″ est | Thermes d'Antonin, à Dermech | Télécharger une image |
| 11-41                | Carthage         | Ruine dite « Bains de Didon » sur le plateau de Bordj-Djedid |                                                                              | 1er mars 1905                    | 1er mars 1905                    | à géolocaliser                    | Image manquante Téléverser | Télécharger une image |
| 11-42                | Carthage         | Aqueducs dépendant des réservoirs de La Malga |                                                                              | 12 mai 1901                      | 12 mai 1901                      | à géolocaliser                    | Aqueducs dépendant des réservoirs de La Malga | Télécharger une image |
| 11-43                | Carthage         | Maison d'Ariadne |                                                                              | 16 novembre 1928                 | 16 novembre 1928                 | à géolocaliser                    | Image manquante Téléverser | Télécharger une image |
| 11-44                | Carthage         | Réservoirs de Bordj-Djedid |                                                                              | 12 mai 1901                      | 12 mai 1901                      | à géolocaliser                    | Image manquante Téléverser | Télécharger une image |
| 11-45                | Carthage         | Réservoirs de La Malga |                                                                              | 12 mai 1901                      | 12 mai 1901                      | 36° 51′ 33″ nord, 10° 19′ 08″ est | Réservoirs de La Malga | Télécharger une image |
| 11-46                | Carthage         | Bassins du vallon de la Briquetterie |                                                                              | 13 mars 1912                     | 13 mars 1912                     | à géolocaliser                    | Bassins du vallon de la Briquetterie | Télécharger une image |
| 11-47                | Carthage         | Citernes (ruines du plateau Saint-Louis) |                                                                              | 8 mai 1895                       | 8 mai 1895                       | à géolocaliser                    | Image manquante Téléverser | Télécharger une image |
| 11-48                | Carthage         | Fontaine Utere Félix, située à Dermech, à 200 mètres environ au Sud de la colline de Byrsa entre les lieux dits el Ksour et Es-Siouf                                    |                                                                              | 16 novembre 1928                 | 16 novembre 1928                 | à géolocaliser                    | Image manquante Téléverser | Télécharger une image |
| 11-49                | Carthage         | Basilique de Damous El-Karita, découverte par le Père Delattre |                                                                              | 8 mai 1895                       | 8 mai 1895                       | 36° 51′ 42″ nord, 10° 19′ 52″ est | Basilique de Damous El-Karita, découverte par le Père Delattre | Télécharger une image |
| 11-50                | Carthage         | Basilique de Saint-Cyprien entre Sainte-Monique et Amilcar, sur le promontoire qui surplombe le ravin                                                                   |                                                                              | 16 novembre 1928                 | 16 novembre 1928                 | 36° 51′ 50″ nord, 10° 20′ 16″ est | Basilique de Saint-Cyprien entre Sainte-Monique et Amilcar, sur le promontoire qui surplombe le ravin                                                                   | Télécharger une image |
| 11-51                | Carthage         | Bâtiment du lycée secondaire de Carthage Présidence |                                                                              | 15 janvier 2001                  | 15 janvier 2001                  | 36° 51′ 34″ nord, 10° 20′ 07″ est | Bâtiment du lycée secondaire de Carthage Présidence | Télécharger une image |
| 11-52                | Carthage         | Théâtre de Carthage |                                                                              | 1er mars 1905                    | 1er mars 1905                    | 36° 51′ 28″ nord, 10° 19′ 46″ est | Théâtre de Carthage | Télécharger une image |
| 11-53                | Carthage         | Hippodrome |                                                                              | 1er mars 1905                    | 1er mars 1905                    | 36° 51′ 03″ nord, 10° 18′ 49″ est | Hippodrome | Télécharger une image |
| 11-54                | Carthage         | Nécropole punique dite le Tophet | Rue Hannibal                                                                 | 29 juillet 2002                  | 29 juillet 2002                  | 36° 50′ 29″ nord, 10° 19′ 23″ est | Nécropole punique dite le Tophet | Télécharger une image |
| 11-55                | La Marsa         | Palais El Abdellia |                                                                              | 10 septembre 1923                |                                  | 36° 52′ 49″ nord, 10° 19′ 31″ est | Palais El Abdellia | Télécharger une image |
| 11-56                | Le Bardo         | Aqueduc hafside |                                                                              | 19 mars 1894                     | 19 mars 1894                     | 36° 48′ 48″ nord, 10° 08′ 52″ est | Aqueduc hafside | Télécharger une image |
| 11-57                | Le Bardo         | Porte de l'ancienne monnaie |                                                                              | 25 janvier 1922                  | 25 janvier 1922                  | à géolocaliser                    | Image manquante Téléverser | Télécharger une image |
| 11-58                | Le Bardo         | Fronts nord et ouest de l'enceinte avec les bastions |                                                                              | 3 mai 1920                       | 3 mai 1920                       | à géolocaliser                    | Image manquante Téléverser | Télécharger une image |
| 11-59                | Le Bardo         | Hammam des princesses, au Palais beylical |                                                                              | 25 janvier 1922                  | 25 janvier 1922                  | à géolocaliser                    | Image manquante Téléverser | Télécharger une image |
| 11-60                | Le Bardo         | Palais de Hussein Pacha |                                                                              | 16 novembre 1928                 | 16 novembre 1928                 | à géolocaliser                    | Image manquante Téléverser | Télécharger une image |
| 11-61                | Le Bardo         | Parties du palais du Bardo antérieures à 1870 |                                                                              | 16 novembre 1928                 | 16 novembre 1928                 | 36° 48′ 33″ nord, 10° 08′ 05″ est | Parties du palais du Bardo antérieures à 1870 | Télécharger une image |
| 11-62                | Chikly           | Fort espagnol |                                                                              | 25 janvier 1922                  | 25 janvier 1922                  | 36° 48′ 59″ nord, 10° 13′ 01″ est | Fort espagnol | Télécharger une image |
| 11-63                | Tunis            | Porte et colonnade du souk des Étoffes |                                                                              | 16 novembre 1928                 | 16 novembre 1928                 | 36° 47′ 51″ nord, 10° 10′ 13″ est | Porte et colonnade du souk des Étoffes | Télécharger une image |
| 11-64                | Tunis            | Mosquée Djamâa-Djedid |                                                                              | 13 mars 1912                     | 13 mars 1912                     | 36° 47′ 41″ nord, 10° 10′ 26″ est | Mosquée Djamâa-Djedid | Télécharger une image |
| 11-65                | Tunis            | Zaouïa Tébourbia | Impasse Saïda Tébourbia, près de la place aux Moutons                        | 25 janvier 1922                  | 25 janvier 1922                  | à géolocaliser                    | Image manquante Téléverser | Télécharger une image |
| 11-66                | Tunis            | Médersa El Bachia | Rue des Libraires                                                            | 13 mars 1912                     | 13 mars 1912                     | 36° 47′ 49″ nord, 10° 10′ 19″ est | Médersa El Bachia | Télécharger une image |
| 11-67                | Tunis            | Medersa Echamaia | Impasse Echamaïa                                                             | 19 octobre 1992                  | 19 octobre 1992                  | 36° 47′ 53″ nord, 10° 10′ 14″ est | Medersa Echamaia | Télécharger une image |
| 11-68                | Tunis            | Collège Sadiki | Rue Sinan Pacha                                                              | 19 octobre 1992                  | 19 octobre 1992                  | 36° 47′ 54″ nord, 10° 09′ 59″ est | Collège Sadiki | Télécharger une image |
| 11-69                | Tunis            | Medersa El Achouria | Rue Haouanet Achour                                                          | 19 octobre 1992                  | 19 octobre 1992                  | 36° 48′ 09″ nord, 10° 09′ 59″ est | Medersa El Achouria | Télécharger une image |
| 11-70                | Tunis            | Collège Alaoui | Rue Tahar-Haddad                                                             | 19 octobre 1992                  | 19 octobre 1992                  | 36° 47′ 26″ nord, 10° 10′ 17″ est | Collège Alaoui | Télécharger une image |
| 11-71                | Tunis            | Medersa Onkia | Rue Onk El Jamal                                                             | 19 octobre 1992                  | 19 octobre 1992                  | 36° 47′ 42″ nord, 10° 11′ 51″ est | Medersa Onkia | Télécharger une image |
| 11-72                | Tunis            | Medersa Mouradia | Souk El Kmach                                                                | 19 octobre 1992                  | 19 octobre 1992                  | à géolocaliser                    | Medersa Mouradia | Télécharger une image |
| 11-73                | Tunis            | Théâtre municipal de la Médina de Tunis |                                                                              | 19 octobre 1992                  | 19 octobre 1992                  | 36° 47′ 57″ nord, 10° 10′ 51″ est | Théâtre municipal de la Médina de Tunis | Télécharger une image |
| 11-74                | Tunis            | Siège actuel de la trésorerie générale | 10, avenue Habib-Thameur                                                     | 15 janvier 2001                  | 15 janvier 2001                  | 36° 48′ 08″ nord, 10° 10′ 43″ est | Siège actuel de la trésorerie générale | Télécharger une image |
| 11-75                | Tunis            | Porte de France |                                                                              | 13 mars 1912                     | 13 mars 1912                     | 36° 47′ 57″ nord, 10° 10′ 32″ est | Porte de France | Télécharger une image |
| 11-76                | Tunis            | Bab-Djedid |                                                                              | 13 mars 1912                     | 13 mars 1912                     | 36° 47′ 31″ nord, 10° 10′ 13″ est | Bab-Djedid | Télécharger une image |
| 11-77                | Tunis            | Bab-Menara |                                                                              | 13 mars 1912                     | 13 mars 1912                     | à géolocaliser                    | Bab-Menara | Télécharger une image |
| 11-78                | Tunis            | Borj Sidi Yahia | 25, rue El Borj Bab Laâssel                                                  | 31 août 1999                     | 31 août 1999                     | à géolocaliser                    | Borj Sidi Yahia | Télécharger une image |
| 11-79                | Tunis            | Tourba El-Bacha | Rue des Libraires                                                            | 25 janvier 1922                  | 25 janvier 1922                  | 36° 47′ 49″ nord, 10° 10′ 19″ est | Tourba El-Bacha | Télécharger une image |
| 11-80                | Tunis            | Tourbet El Bey |                                                                              | 13 mars 1912                     | 13 mars 1912                     | 36° 47′ 37″ nord, 10° 10′ 23″ est | Tourbet El Bey | Télécharger une image |
| 11-81                | Tunis            | Tombeau du lutteur (Bel Haouen) | Angle de la rue de l'Obscurité et de l'impasse Amoune                        | 16 novembre 1928                 | 16 novembre 1928                 | à géolocaliser                    | Tombeau du lutteur (Bel Haouen) | Télécharger une image |
| 11-82                | Tunis            | Tourba El-Fettari | Rue Tourbet El Bey                                                           | 25 janvier 1922                  | 25 janvier 1922                  | à géolocaliser                    | Image manquante Téléverser | Télécharger une image |
| 11-83                | Tunis            | Tourba Hafiz-Khoudja, près de Sidi-ben-Ziad |                                                                              | 25 janvier 1922                  | 25 janvier 1922                  | 36° 47′ 50″ nord, 10° 10′ 08″ est | Tourba Hafiz-Khoudja, près de Sidi-ben-Ziad | Télécharger une image |
| 11-84                | Tunis            | Tourbet Sidi Bou Khrissane | 12, rue Ben Mahmoud                                                          | 31 août 1999                     | 31 août 1999                     | 36° 47′ 46″ nord, 10° 10′ 09″ est | Tourbet Sidi Bou Khrissane | Télécharger une image |
| 11-85                | Tunis            | Tourba de la princesse Aziza Othmana | Souk El Blaghgia                                                             | 25 janvier 1922                  | 25 janvier 1922                  | à géolocaliser                    | Tourba de la princesse Aziza Othmana | Télécharger une image |
| 11-86                | Tunis            | Tourbet Laz |                                                                              | 13 mars 1912                     | 13 mars 1912                     | 36° 47′ 51″ nord, 10° 10′ 07″ est | Tourbet Laz | Télécharger une image |
| 11-87                | Tunis            | Tombeau de Fourade Bey voisin de la zaouïa de Sidi ben Arous | Rue Sidi Ben Arous                                                           | 16 novembre 1928                 | 16 novembre 1928                 | 36° 47′ 53″ nord, 10° 10′ 13″ est | Tombeau de Fourade Bey voisin de la zaouïa de Sidi ben Arous | Télécharger une image |
| 11-88                | Tunis            | Mausolée Sidi Youssef |                                                                              | 3 mars 1915                      | 3 mars 1915                      | 36° 47′ 50″ nord, 10° 10′ 10″ est | Mausolée Sidi Youssef | Télécharger une image |
| 11-89                | Tunis            | Mosquée Sidi Youssef |                                                                              | 3 mars 1915                      | 3 mars 1915                      | 36° 47′ 49″ nord, 10° 10′ 10″ est | Mosquée Sidi Youssef | Télécharger une image |
| 11-90                | Tunis            | Grande Mosquée (Djamaa Zitouna) |                                                                              | 13 mars 1912                     | 13 mars 1912                     | 36° 47′ 50″ nord, 10° 10′ 16″ est | Grande Mosquée (Djamaa Zitouna) | Télécharger une image |
| 11-91                | Tunis            | Mosquée de la Casba |                                                                              | 13 mars 1912                     | 13 mars 1912                     | 36° 47′ 48″ nord, 10° 10′ 04″ est | Mosquée de la Casba | Télécharger une image |
| 11-92                | Tunis            | Mosquée d'El Ksar |                                                                              | 13 mars 1912                     | 13 mars 1912                     | 36° 47′ 43″ nord, 10° 10′ 11″ est | Mosquée d'El Ksar | Télécharger une image |
| 11-93                | Tunis            | Mosquée d'El-Haoua |                                                                              | 13 mars 1912                     | 13 mars 1912                     | 36° 47′ 34″ nord, 10° 09′ 55″ est | Mosquée d'El-Haoua | Télécharger une image |
| 11-94                | Tunis            | Mosquée de Bab-Dzira |                                                                              | 13 mars 1912                     | 13 mars 1912                     | 36° 47′ 31″ nord, 10° 10′ 35″ est | Mosquée de Bab-Dzira | Télécharger une image |
| 11-95                | Tunis            | Mosquée Sidi Hamouda Bacha |                                                                              | 13 mars 1912                     | 13 mars 1912                     | 36° 47′ 54″ nord, 10° 10′ 15″ est | Mosquée Sidi Hamouda Bacha | Télécharger une image |
| 11-96                | Tunis            | Mosquée Saheb Tabâa |                                                                              | 13 mars 1912                     | 13 mars 1912                     | 36° 48′ 28″ nord, 10° 10′ 00″ est | Mosquée Saheb Tabâa | Télécharger une image |
| 11-97                | Tunis            | Mosquée de Mohammed Bey |                                                                              | 13 mars 1912                     | 13 mars 1912                     | 36° 48′ 15″ nord, 10° 10′ 06″ est | Mosquée de Mohammed Bey | Télécharger une image |
| 11-98                | Tunis            | Hammam | Angle de la rue du Salut et de la rue El-Aloui                               | 25 janvier 1922                  | 25 janvier 1922                  | à géolocaliser                    | Hammam | Télécharger une image |
| 11-99                | Tunis            | Kelloua de Sidi Mahrez |                                                                              | 16 novembre 1928                 | 16 novembre 1928                 | 36° 28′ 24″ nord, 10° 06′ 07″ est | Kelloua de Sidi Mahrez | Télécharger une image |
| 11-100               | Tunis            | Dar Ibn Khaldoun | Rue Tourbet El Bey                                                           | 19 octobre 1992                  | 19 octobre 1992                  | 36° 47′ 43″ nord, 10° 10′ 20″ est | Dar Ibn Khaldoun | Télécharger une image |
| 11-101               | Tunis            | Dar Lasram | Rue du Tribunal                                                              | 19 octobre 1992                  | 19 octobre 1992                  | 36° 48′ 07″ nord, 10° 10′ 05″ est | Dar Lasram | Télécharger une image |
| 11-102               | Tunis            | Dar El Jazira | Rue du Tribunal                                                              | 19 octobre 1992                  | 19 octobre 1992                  | 36° 48′ 08″ nord, 10° 10′ 06″ est | Dar El Jazira | Télécharger une image |
| 11-103               | Tunis            | Dar El Haddad | 9, impasse de l'Artillerie                                                   | 31 août 1999                     | 31 août 1999                     | 36° 47′ 44″ nord, 10° 10′ 12″ est | Dar El Haddad | Télécharger une image |
| 11-104               | Tunis            | Dar Errachida | Rue Dar Jeld                                                                 | 19 octobre 1992                  | 19 octobre 1992                  | 36° 47′ 54″ nord, 10° 10′ 09″ est | Dar Errachida | Télécharger une image |
| 11-105               | Tunis            | Dar Echérif | Rue Sidi Maaouia                                                             | 31 août 1999                     | 31 août 1999                     | à géolocaliser                    | Dar Echérif | Télécharger une image |
| 11-106               | Tunis            | Dar Ben-Abdallah (maison Aublet) | 3, impasse Ben-Abdallah                                                      | 25 janvier 1922                  | 25 janvier 1922                  | 36° 47′ 39″ nord, 10° 10′ 18″ est | Dar Ben-Abdallah (maison Aublet) | Télécharger une image |
| 11-107               | Tunis            | Dar Ben Ayed | Rue des Teinturiers                                                          | 18 mai 1999                      | 18 mai 1999                      | à géolocaliser                    | Image manquante Téléverser | Télécharger une image |
| 11-108               | Tunis            | Dar Hussein | Place du Château                                                             | 19 octobre 1992                  | 19 octobre 1992                  | 36° 47′ 44″ nord, 10° 10′ 14″ est | Dar Hussein | Télécharger une image |
| 11-109               | Tunis            | Dar Rachid | 9 rue de l'École                                                             | 31 août 1999                     | 31 août 1999                     | 36° 47′ 19″ nord, 10° 12′ 06″ est | Dar Rachid | Télécharger une image |
| 11-110               | Tunis            | Dar El-Aoula (Maison des Esclaves) | 16 bis, rue Al Mebazaâ                                                       | 25 janvier 1922                  | 25 janvier 1922                  | 36° 47′ 42″ nord, 10° 10′ 28″ est | Dar El-Aoula (Maison des Esclaves) | Télécharger une image |
| 11-111               | Tunis            | Dar Caïd Essebsi | 11 bis, rue Nfefta                                                           | 31 août 1999                     | 31 août 1999                     | 36° 48′ 21″ nord, 10° 09′ 54″ est | Dar Caïd Essebsi | Télécharger une image |
| 11-112               | Tunis            | Maison arabe | 9, rue El Monastiri                                                          | 25 janvier 1922                  | 25 janvier 1922                  | 36° 48′ 14″ nord, 10° 10′ 08″ est | Maison arabe | Télécharger une image |
| 11-113               | Tunis            | Zaouïa de Sidi-Abdel-Kader |                                                                              | 13 mars 1912                     | 13 mars 1912                     | 36° 47′ 59″ nord, 10° 10′ 13″ est | Zaouïa de Sidi-Abdel-Kader | Télécharger une image |
| 11-114               | Tunis            | Zaouïa de Sidi Brahim Turki | 2, impasse Bou Gourdagha, rue Chelbi Zafine (Al Zafine) près du souk En Nhas | 16 novembre 1928                 | 16 novembre 1928                 | à géolocaliser                    | Zaouïa de Sidi Brahim Turki | Télécharger une image |
| 11-115               | Tunis            | Zaouïa Sidi-Brahim | 11, rue Sidi Brahim                                                          | 25 janvier 1922                  | 25 janvier 1922                  | 36° 48′ 10″ nord, 10° 10′ 05″ est | Zaouïa Sidi-Brahim | Télécharger une image |
| 11-116               | Tunis            | Zaouïa Sidi-el-Bahi | Rue Zaouïa-Bokria                                                            | 25 janvier 1922                  | 25 janvier 1922                  | 36° 48′ 27″ nord, 10° 09′ 50″ est | Zaouïa Sidi-el-Bahi | Télécharger une image |
| 11-117               | Tunis            | Zaouïa Sidi-el-Hari, près de Bab-Carthagène |                                                                              | 25 janvier 1922                  | 25 janvier 1922                  | à géolocaliser                    | Image manquante Téléverser | Télécharger une image |
| 11-118               | Tunis            | Mosquée de Sidi Ezzouaoui |                                                                              | 13 mars 1912                     | 13 mars 1912                     | à géolocaliser                    | Image manquante Téléverser | Télécharger une image |
| 11-119               | Tunis            | Marabout de Sidi el Asfouri | Souk des Étoffes                                                             | 16 novembre 1928                 | 16 novembre 1928                 | à géolocaliser                    | Marabout de Sidi el Asfouri | Télécharger une image |
| 11-120               | Tunis            | Marabout de Sidi Louklaï | 20, rue Sidi Ben Arous                                                       | 16 novembre 1928                 | 16 novembre 1928                 | 36° 47′ 52″ nord, 10° 10′ 13″ est | Marabout de Sidi Louklaï | Télécharger une image |
| 11-121               | Tunis            | Zaouïa de Sidi ben Arous | 23, rue Sidi Ben Arous                                                       | 16 novembre 1928                 | 16 novembre 1928                 | 36° 47′ 51″ nord, 10° 10′ 14″ est | Zaouïa de Sidi ben Arous | Télécharger une image |
| 11-122               | Tunis            | Zaouïa Sidi Cheïra | Rue du Salut                                                                 | 25 janvier 1922                  | 25 janvier 1922                  | à géolocaliser                    | Zaouïa Sidi Cheïra | Télécharger une image |
| 11-123               | Tunis            | Zaouïa de Sidi Abdellah Chérif | Rue Ibn Essarraj                                                             | 31 août 1999                     | 31 août 1999                     | à géolocaliser                    | Zaouïa de Sidi Abdellah Chérif | Télécharger une image |
| 11-124               | Tunis            | Zaouïa Sidi-Ali-Azzouz | Rue Sidi Ali Azouz                                                           | 25 janvier 1922                  | 25 janvier 1922                  | 36° 47′ 52″ nord, 10° 10′ 24″ est | Zaouïa Sidi-Ali-Azzouz | Télécharger une image |
| 11-125               | Tunis            | Zaouiet Sidi Kacem Jélizi |                                                                              | 13 mars 1912                     | 13 mars 1912                     | 36° 47′ 38″ nord, 10° 09′ 49″ est | Zaouiet Sidi Kacem Jélizi | Télécharger une image |
| 11-126               | Tunis            | Zaoui Sidi Mahrez |                                                                              | 13 mars 1912                     | 13 mars 1912                     | 36° 48′ 16″ nord, 10° 10′ 09″ est | Zaoui Sidi Mahrez | Télécharger une image |
| 11-127               | Tunis            | Zaouïa de Sidi Maaouia | 14, rue El Monastiri et rue El Maaouia                                       | 16 novembre 1928                 | 16 novembre 1928                 | à géolocaliser                    | Zaouïa de Sidi Maaouia | Télécharger une image |
| 11-128               | Tunis            | Zaouet Sidi Mansour | 16, rue Erraya                                                               | 18 mai 1999                      | 18 mai 1999                      | à géolocaliser                    | Image manquante Téléverser | Télécharger une image |
| 11-129               | Tunis            | Fontaine à coupole située près de Sidi-Abd-Esselam |                                                                              | 3 mars 1915                      | 3 mars 1915                      | 36° 48′ 32″ nord, 10° 09′ 58″ est | Fontaine à coupole située près de Sidi-Abd-Esselam | Télécharger une image |
| 11-130               | Tunis            | Foundouk des marchandis | 15, rue de l'Ancienne-Douane                                                 | 25 janvier 1922                  | 25 janvier 1922                  | 36° 47′ 59″ nord, 10° 10′ 31″ est | Foundouk des marchandis | Télécharger une image |
| 11-131               | Tunis            | Ancienne caserne bâtie en 1229 de l'hégire, actuellement occupée par la Bibliothèque publique et par le Service des Antiquités                                          | Souk El Attarine et rue de l'Église                                          | 25 janvier 1922                  | 25 janvier 1922                  | 36° 47′ 52″ nord, 10° 10′ 18″ est | Ancienne caserne bâtie en 1229 de l'hégire, actuellement occupée par la Bibliothèque publique et par le Service des Antiquités                                          | Télécharger une image |
| 11-132               | Tunis            | Immeuble dit « Kichlet Sidi Ameur » | 28, rue Sidi Ali Azouz                                                       | 24 septembre 2001                | 24 septembre 2001                | 36° 47′ 55″ nord, 10° 10′ 25″ est | Immeuble dit « Kichlet Sidi Ameur » | Télécharger une image |
| 11-133               | Tunis            | Palais Khéreddine | Rue du Tribunal                                                              | 19 octobre 1992                  | 19 octobre 1992                  | 36° 48′ 06″ nord, 10° 10′ 07″ est | Palais Khéreddine | Télécharger une image |
| 11-134               | Tunis            | Palais Saheb Tabâa | Place Halfaouine                                                             | 19 octobre 1992                  | 19 octobre 1992                  | 36° 48′ 29″ nord, 10° 10′ 01″ est | Palais Saheb Tabâa | Télécharger une image |
| 11-135               | Tunis            | Mederça du Pacha | Rue du Pacha                                                                 | 25 janvier 1922                  | 25 janvier 1922                  | 36° 48′ 03″ nord, 10° 09′ 55″ est | Mederça du Pacha | Télécharger une image |
| 11-136               | Tunis            | Mederça de la mosquée Djamâa-Djedid |                                                                              | 25 janvier 1922                  | 25 janvier 1922                  | 36° 47′ 41″ nord, 10° 10′ 26″ est | Mederça de la mosquée Djamâa-Djedid | Télécharger une image |
| 11-137               | Tunis            | Medersa Ennakhla | Rue El Kotbia                                                                | 19 octobre 1992                  | 19 octobre 1992                  | 36° 47′ 49″ nord, 10° 10′ 18″ est | Medersa Ennakhla | Télécharger une image |
| 11-138               | Tunis            | Mederça de la mosquée Sahêb-et-Taba |                                                                              | 25 janvier 1922                  | 25 janvier 1922                  | 36° 48′ 29″ nord, 10° 09′ 58″ est | Mederça de la mosquée Sahêb-et-Taba | Télécharger une image |
| 11-139               | Tunis            | Centre des P.T.T. | Rue Charles-de-Gaulle                                                        | 19 octobre 1992                  | 19 octobre 1992                  | 36° 47′ 48″ nord, 10° 10′ 41″ est | Centre des P.T.T. | Télécharger une image |
| 11-140               | Tunis            | Mesjed El Arich | Rue Sidi Mehrez                                                              | 19 octobre 1992                  | 19 octobre 1992                  | à géolocaliser                    | Mesjed El Arich | Télécharger une image |
| 11-141               | Tunis            | Mesjed El Fell | Rue El Azafia                                                                | 19 octobre 1992                  | 19 octobre 1992                  | 36° 47′ 57″ nord, 10° 10′ 19″ est | Mesjed El Fell | Télécharger une image |
| 11-142               | Tunis            | Mesjed el Kobba | Rue Tourbet El Bey                                                           | 16 novembre 1928                 | 16 novembre 1928                 | 36° 47′ 41″ nord, 10° 10′ 21″ est | Mesjed el Kobba | Télécharger une image |
| 11-143               | Tunis            | Mesjed de la médersa Slimania |                                                                              | 13 mars 1912                     | 13 mars 1912                     | 36° 47′ 48″ nord, 10° 10′ 19″ est | Mesjed de la médersa Slimania | Télécharger une image |
| 11-144               | Tunis            | Mesjed Ben Moussa | Rue Saïda Ajoula                                                             | 19 octobre 1992                  | 19 octobre 1992                  | 36° 47′ 57″ nord, 10° 10′ 10″ est | Mesjed Ben Moussa | Télécharger une image |
| 11-145               | Tunis            | Petite mosquée de Sidi Ameur | Angle de la rue Sidi Ali Azouz et de l'impasse Sidi Ameur                    | 16 novembre 1928 19 octobre 1992 | 16 novembre 1928 19 octobre 1992 | 36° 47′ 51″ nord, 10° 10′ 24″ est | Petite mosquée de Sidi Ameur | Télécharger une image |
| 11-146               | Tunis            | Mesjed Sidi Mansour | Rue Ennajda                                                                  | 19 octobre 1992                  | 19 octobre 1992                  | à géolocaliser                    | Image manquante Téléverser | Télécharger une image |
| 11-147               | Tunis            | Conservatoire | Rue Zarkoun                                                                  | 18 mai 1999                      | 18 mai 1999                      | 36° 48′ 02″ nord, 10° 10′ 32″ est | Conservatoire | Télécharger une image |
| 11-148               | Tunis            | Ex-siège du tribunal administratif | 10, rue de Rome                                                              | 15 janvier 2001                  | 15 janvier 2001                  | 36° 48′ 02″ nord, 10° 10′ 41″ est | Ex-siège du tribunal administratif | Télécharger une image |
| 11-149               | Tunis            | Lycée secondaire de la rue du Pacha | 88, rue du Pacha                                                             | 15 janvier 2001                  | 15 janvier 2001                  | 36° 48′ 08″ nord, 10° 09′ 59″ est | Lycée secondaire de la rue du Pacha | Télécharger une image |
| 11-150               | Tunis            | Palais de la justice | Avenue Bab Bnet                                                              | 15 janvier 2001                  | 15 janvier 2001                  | 36° 48′ 07″ nord, 10° 09′ 54″ est | Palais de la justice | Télécharger une image |
| 11-151               | Tunis            | Midha Es-Soltane | Souk El Attarine                                                             | 25 janvier 1922                  | 25 janvier 1922                  | 36° 47′ 52″ nord, 10° 10′ 16″ est | Midha Es-Soltane | Télécharger une image |
| 11-152               | Tunis            | Façade d'immeuble | 40, rue Oum Kalthoum                                                         | 1er septembre 2000               | 1er septembre 2000               | 36° 47′ 48″ nord, 10° 11′ 01″ est | Façade d'immeuble | Télécharger une image |
| 11-153               | Tunis            | Façade de l'immeuble Ezeram | 53, avenue de Carthage                                                       | 1er septembre 2000               | 1er septembre 2000               | 36° 47′ 37″ nord, 10° 10′ 56″ est | Façade de l'immeuble Ezeram | Télécharger une image |
| 11-154               | Tunis            | Façade de l'immeuble Disegni | 114, rue Radhia-Haddad                                                       | 1er septembre 2000               | 1er septembre 2000               | 36° 47′ 54″ nord, 10° 10′ 58″ est | Façade de l'immeuble Disegni | Télécharger une image |
| 11-155               | Tunis            | Façade d'immeuble | 18, rue de Saline                                                            | 1er septembre 2000               | 1er septembre 2000               | 36° 48′ 04″ nord, 10° 10′ 41″ est | Façade d'immeuble | Télécharger une image |
| 11-156               | Tunis            | Dar Jouini | 3, rue Bir Lahjar                                                            | 29 juillet 2002                  | 29 juillet 2002                  | 36° 47′ 58″ nord, 10° 10′ 07″ est | Dar Jouini | Télécharger une image |
| 11-157               | Tunis            | Partie ancienne de l'Institut Pasteur | 13, place Pasteur                                                            | 29 juillet 2002                  | 29 juillet 2002                  | 36° 49′ 23″ nord, 10° 10′ 45″ est | Partie ancienne de l'Institut Pasteur | Télécharger une image |
| 11-158               | Tunis            | Façade avant de l'immeuble néoclassique | 34, rue Sidi Ayed                                                            | 13 décembre 2010                 | 13 décembre 2010                 | 36° 47′ 36″ nord, 10° 10′ 12″ est | Image manquante Téléverser | Télécharger une image |
| 11-159               | Tunis            | Abattoirs de la municipalité de Tunis | Rue Tahaa Husseïn                                                            | 13 décembre 2010                 | 13 décembre 2010                 | 36° 47′ 03″ nord, 10° 10′ 46″ est | Abattoirs de la municipalité de Tunis | Télécharger une image |
| 11-160               | Tunis            | Dar Ibn Abi Dhiaf | 31, rue Ibn Abi Ed Dhiaf                                                     | 13 décembre 2010                 | 13 décembre 2010                 | 36° 48′ 15″ nord, 10° 10′ 01″ est | Dar Ibn Abi Dhiaf | Télécharger une image |
| 11-161               | Khereddine       | Immeuble dit Kasr Khair-Eddine |                                                                              | 4 juillet 2016                   | 4 juillet 2016                   | 36° 49′ 36″ nord, 10° 18′ 55″ est | Immeuble dit Kasr Khair-Eddine | Télécharger une image |
| 11-162               | La Marsa         | Noyau central du palais dit Kasr Ahmed Bey | Rue Sidi Mohamed Elhedi Bey                                                  | 4 juillet 2016                   | 4 juillet 2016                   | 36° 53′ 00″ nord, 10° 19′ 51″ est | Noyau central du palais dit Kasr Ahmed Bey | Télécharger une image |
| 11-163               | Tunis            | Borj Zouwera | Rue Bab Sâadoun                                                              | 4 juillet 2016                   | 4 juillet 2016                   | 36° 48′ 25″ nord, 10° 09′ 12″ est | Borj Zouwera | Télécharger une image |
| 11-164               | Tunis            | Bab Sâadoun |                                                                              | 4 juillet 2016                   | 4 juillet 2016                   | 36° 48′ 31″ nord, 10° 09′ 33″ est | Bab Sâadoun | Télécharger une image |
| 11-165               | Tunis            | Dar Bech Hamba |                                                                              | 21 janvier 2021                  | 21 janvier 2021                  | 36° 47′ 44″ nord, 10° 10′ 22″ est | Dar Bech Hamba | Télécharger une image |
| 11-166               | Tunis            | Façades de l'immeuble situé à 5 rue Luxembourg | 5, rue du Luxembourg                                                         | 21 janvier 2021                  | 21 janvier 2021                  | 36° 48′ 18″ nord, 10° 10′ 52″ est | Façades de l'immeuble situé à 5 rue Luxembourg | Télécharger une image |
| 11-167               | Carthage         | Siège de Beit El Hekma (autrement connu sous le nom Dar Zarrouk) |                                                                              | 21 janvier 2021                  | 21 janvier 2021                  | 36° 51′ 07″ nord, 10° 19′ 57″ est | Siège de Beit El Hekma (autrement connu sous le nom Dar Zarrouk) | Télécharger une image |
| 11-168               | La Marsa         | Qubbat al-Hawa |                                                                              | 15 mars 2022                     | 15 mars 2022                     | 36° 53′ 10″ nord, 10° 20′ 03″ est | Qubbat al-Hawa | Télécharger une image |
| 11-169               | Gammarth         | Maison punique |                                                                              | 15 mars 2022                     | 15 mars 2022                     | à géolocaliser                    | Maison punique | Télécharger une image |
| 11-170               | Le Bardo         | Al-Kasr Assaïd |                                                                              | 15 mars 2022                     | 15 mars 2022                     | 36° 48′ 41″ nord, 10° 07′ 46″ est | Al-Kasr Assaïd | Télécharger une image |
| 11-171               | Tunis            | Siège de la Société des transports de Tunis | 1, avenue Habib-Bourguiba                                                    | 26 décembre 2022                 | 26 décembre 2022                 | 36° 48′ 04″ nord, 10° 11′ 26″ est | Siège de la Société des transports de Tunis | Télécharger une image |
| 11-172               | Tunis            | Siège du ministère des Finances | Place de la Kasbah                                                           | 26 décembre 2022                 | 26 décembre 2022                 | 36° 47′ 54″ nord, 10° 10′ 07″ est | Siège du ministère des Finances | Télécharger une image |
| 11-173               | Sidi Bou Saïd    | Complexe religieux de Sidi Bou Saïd |                                                                              | 26 décembre 2022                 | 26 décembre 2022                 | 36° 52′ 16″ nord, 10° 20′ 55″ est | Complexe religieux de Sidi Bou Saïd | Télécharger une image |
| 11-174               | Tunis            | Zaouïa de Sidi Ali Lasmar |                                                                              | 22 janvier 2024                  | 22 janvier 2024                  | à géolocaliser                    | Image manquante Téléverser | Télécharger une image |
| 11-175               | Tunis            | Immeuble | 35, rue Sidi Kadous                                                          | 22 janvier 2024                  | 22 janvier 2024                  | à géolocaliser                    | Image manquante Téléverser | Télécharger une image |
| 11-176               | El Omrane        | Église Saint-Michel (actuellement siège de l'Institut national d'art dramatique)                                                                                        |                                                                              | 22 janvier 2024                  | 22 janvier 2024                  | 36° 48′ 53″ nord, 10° 09′ 59″ est | Église Saint-Michel (actuellement siège de l'Institut national d'art dramatique)                                                                                        | Télécharger une image |
| 11-177               | Tunis            | Mosquée Nefafta |                                                                              | 22 janvier 2024                  | 22 janvier 2024                  | à géolocaliser                    | Image manquante Téléverser | Télécharger une image |
| 11-178               | Tunis            | Façade de l’ancien hôtel de Paris (sous-siège de l'Union générale tunisienne du travail)                                                                                | Rue El Jazira                                                                | 22 janvier 2024                  | 22 janvier 2024                  | à géolocaliser                    | Façade de l’ancien hôtel de Paris (sous-siège de l'Union générale tunisienne du travail)                                                                                | Télécharger une image |
| 11-179               | Carthage         | Villa Baizeau |                                                                              | 22 janvier 2024                  | 22 janvier 2024                  | 36° 51′ 30″ nord, 10° 20′ 21″ est | Villa Baizeau | Télécharger une image |
| 11-180               | Carthage         | Vestiges de la nécropole romaine à Carthage Yasmina |                                                                              | 22 janvier 2024                  | 22 janvier 2024                  | à géolocaliser                    | Image manquante Téléverser | Télécharger une image |
| 11-181               | Carthage         | Vestiges du temple « Apollon » et les vestiges environnants, Carthage Dermech                                                                                           | Rue Ibn Chabat                                                               | 22 janvier 2024                  | 22 janvier 2024                  | à géolocaliser                    | Image manquante Téléverser | Télécharger une image |
| 11-182               | Carthage         | Vestiges des habitations puniques adjacentes au siège de la Cour de cassation, Carthage Dermech                                                                         |                                                                              | 22 janvier 2024                  | 22 janvier 2024                  | à géolocaliser                    | Image manquante Téléverser | Télécharger une image |
| 11-183               | Carthage         | Vestiges du quartier résidentiel punique dit quartier Magon |                                                                              | 22 janvier 2024                  | 22 janvier 2024                  | 36° 51′ 04″ nord, 10° 19′ 53″ est | Vestiges du quartier résidentiel punique dit quartier Magon | Télécharger une image |
| 11-184               | Carthage         | Maison romaine dite maison des courses de chars et le terrain archéologique adjacent, Carthage Hannibal                                                                 |                                                                              | 22 janvier 2024                  | 22 janvier 2024                  | à géolocaliser                    | Image manquante Téléverser | Télécharger une image |
| 11-185               | Carthage         | Vestiges des thermes romains situés dans le sous-sol de la maison | Rue du théâtre archéologique                                                 | 22 janvier 2024                  | 22 janvier 2024                  | à géolocaliser                    | Image manquante Téléverser | Télécharger une image |
| 11-186               | Carthage         | Vestiges de la basilique Bir Ftouha |                                                                              | 22 janvier 2024                  | 22 janvier 2024                  | à géolocaliser                    | Image manquante Téléverser | Télécharger une image |
| 11-187               | La Marsa         | Maison Bennis | Rue Sidi Salah                                                               | 22 janvier 2024                  | 22 janvier 2024                  | à géolocaliser                    | Image manquante Téléverser | Télécharger une image |